# カンチェンジュンガ

カンチェジュンガ 3D

カンチェンジュンガ（Kangchenjunga ネパール語: कञ्चनजङ्घा; ヒンディー語: कंचनजंघा; シッキム語：ཁང་ཅེན་ཛོཾག་）は、ネパール東部のメチ県タプレジュン郡とインドのシッキム州との国境にあるシッキム・ヒマラヤの中心をなす山群の主峰。標高8586 mはエベレスト、K2に次いで世界第3位。

## 概要
カンチェンジュンガとはチベット語で「偉大な雪の5つの宝庫」の意味。主峰の他に西峰=ヤルン・カン（8505m）、中央峰（8478 m）、南峰=カンチェンジュンガII（8476 m）、カンバチェン（7903 m）が並ぶ。衛星峰に囲まれていて、最高点を中心に半径20 kmの円を描くとその中に7000 m以上の高峰10座、8000 m級のカンチェンジュンガ主峰と第II峰の2座がある。さらにこの山がダージリンの丘陵上から手に取るような近さで眺められることも、この山を古くから人に親しませる理由となった。

## 登頂歴
- 1899年 - ダグラス・フレッシュフィールド（Douglas Freshfield ）隊が探検した。
- 1905年 - アレイスター・クロウリーらによる最初の登頂の試み。当時ヒマラヤ高峰の気象や登山適期はよくわかっておらず、夏のモンスーン季に入山したことが仇となり多量の降雪に阻まれ6470 mの到達にとどまった。隊員のアレクシス・パッヘ中尉が雪崩により死亡し、5990 m付近に埋葬された。
- 1929年 - ドイツのパウル・バウアー（英語版）隊が7400 mまで到達。
- 1955年5月25日（初登頂） - イギリスのチャールズ・エヴァンス隊のジョージ・バンドとジョー・ブラウン（英語版）。
- 1973年5月14日 - 京都大学学士山岳会の上田豊、松田隆雄が西峰（ヤルン・カン）に初登頂。8000 m付近でビバークを余儀なくされ、松田隊員が行方不明に。
- 1978年 - ポーランド隊が南峰（カンチェンジュンガII）に登頂成功。
- 1979年5月16日（無酸素初登頂） - ダグ・スコット、ピーター・ボードマン、ジョー・タスカー。
- 1980年 - 山学同志会の川村晴一、鈴木昇己ら6人が無酸素登頂。
- 1981年 - 日本ヒマラヤ協会隊の山田昇ら4人が主峰・西峰を縦走。
- 1983年 - ピエール・ベジャン（Pierre Béghin ）が初の単独無酸素登頂。
- 1984年
  - 日本山岳会創立80周年事業としてカンチェンジュンガ縦走およびハンググライダー滑降が行われ、5月12日に冒険フライヤー只野直孝が「ヒマラヤン・タック」号により主峰7850 m地点から5100 mのヤルン氷河までハンググライダーによる滑降に成功[1]。5月18日から5月20日にかけて日本山岳会の和田城志、三谷統一郎が南峰、中央峰、主峰の縦走に成功。
- 1986年1月11日 - ポーランド隊が初の冬季登頂（イェジ・ククチカとクシストフ・ヴィエリツキ）。同日、アンジェイ・チョク（英語版）が高山病のため死亡。
- 1989年 - アナトリ・ブクレーエフ（Anatoli Boukreev ）が4つのピーク縦走に成功。
- 1992年 - カルロス・カルソリオが単独無酸素登頂。
- 1998年5月15日 - 日本山岳会青年部登山隊の2人が登頂後、死亡する事故が発生[2]。
- 2006年5月14日 - 竹内洋岳が南面クラシックルートで無酸素登頂。

## 関連文献
- 深田久弥『ヒマラヤ登攀史：八千メートルの山々』岩波新書、1957年。
- 池田常道『現代ヒマラヤ登攀史：8000メートル峰の歴史と未来』ヤマケイ新書、2015年。
- Joe Brown “The Hard Years” Victor Gollancz, London, 1967.